# Svatolína cypřiškovitá
Svatolína cypřiškovitá (Santolina chamaecyparissus) je druh rostlin z čeledi hvězdnicovitých (Asteraceae), často vysazovaných v okrasných záhonech.

## Synonyma
Je používáno synonymum Abrotanum foemina a více než 20 dalších.

## Popis
Je to asi 30–70 cm vysoký stálezelený polokeř nebo keř s poléhavě vystoupavými větvičkami. Listy jsou střídavé, jemně peřenosečné, hřebenovitě uspořádané, stříbřité barvy. Kvete od června do srpna žlutými knoflíkovitými úbory, složenými pouze z trubkovitých květů. Květenství jsou umístěna na dlouhých vzpřímených větvičkách pokrytých plstnatými chlupy. Celá rostlina je silně aromatická.
Je původní v oblasti Středomoří, kde její porosty tvoří součást nižší suchomilné křovinaté vegetace typu garrigue a jí podobných. Údaje o přesném původu druhu se liší, neboť existuje řada morfologických typů považovaných nyní za samostatné druhy. 

## Použití

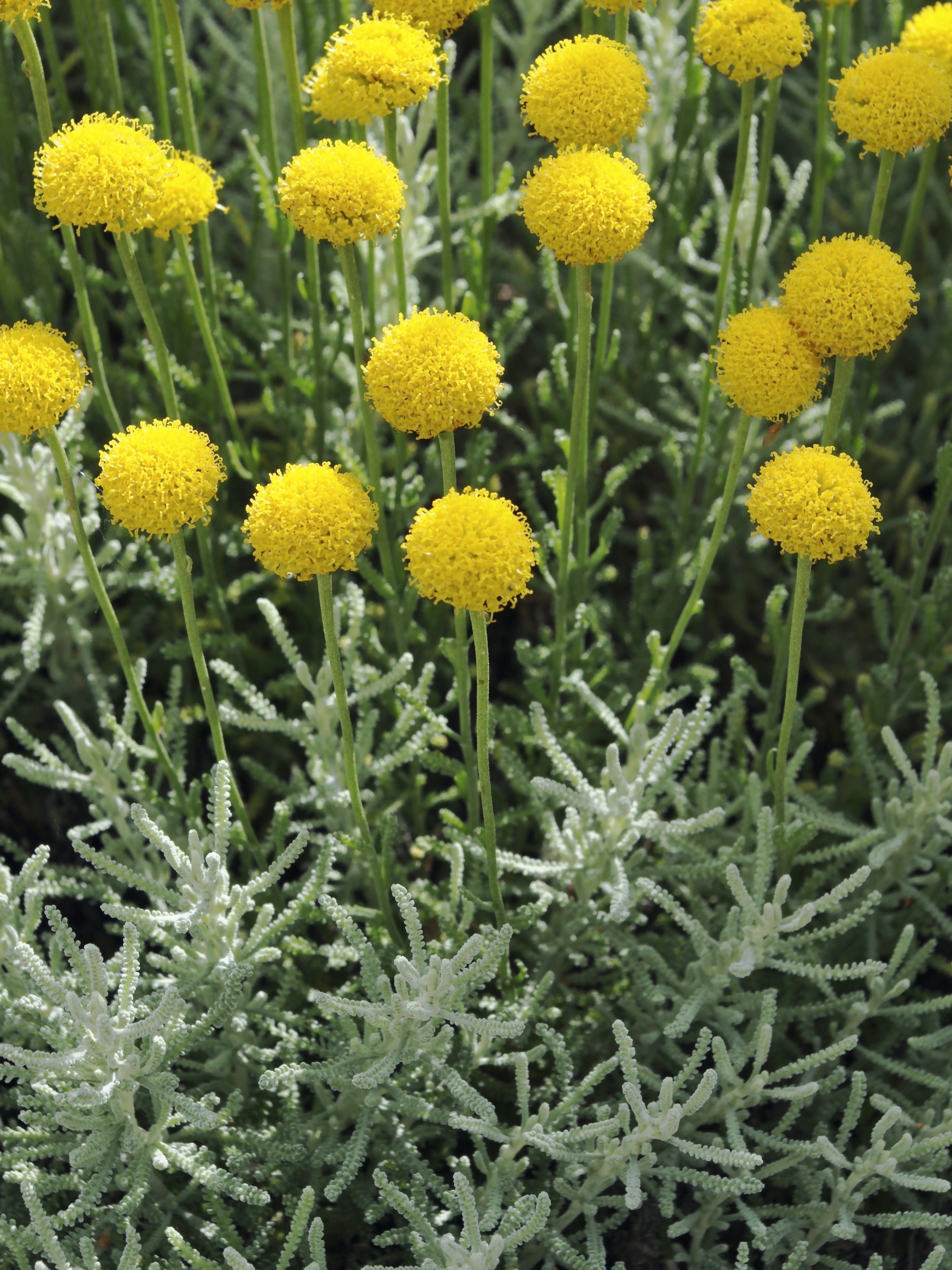
Detail rozkvetlé rostliny

Rostliny lze použít v ČR jako okrasné rostliny. Jsou to snadno a rychle rostoucí polokeře pro skalky a trvalkové záhony, jako půdokryvné dřeviny nebo na zelené střechy, vhodné jsou také do výsadeb poblíž cest, na obruby záhonů, štěrkové lavice apod. Rostlina tvoří plochy nebo nízké keře. Během celé vegetace je dekorativní svým šedivě stříbřitým olistěním. Listy na podzim neopadávají.
Někdy je používána jako sušená květina nebo doplňkový materiál při aranžování květin.
U arabských národů a v antickém Řecku byla používána v lidovém léčitelství na choroby spojené s pohybovým aparátem, záněty kloubů a revnatismus a na výplachy očí. Její aroma funguje jako repelent proti hmyzu a molům či proti střevním parazitům. Je využívána v aromaterapii a jako vykuřovadlo k očistě prostoru, byly jí též připisovány magické účinky.

## Pěstování
Preferuje slunečné nebo světlé stanoviště, vyžaduje propustné půdy, snese i přísušky. Lze ji pěstovat prakticky bez zálivky. Množení semeny, řízky. Vhodný je jarní řez zabraňující přílišnému vyholování rostlin, později stříháme též po odkvětu.